# Ma-2200

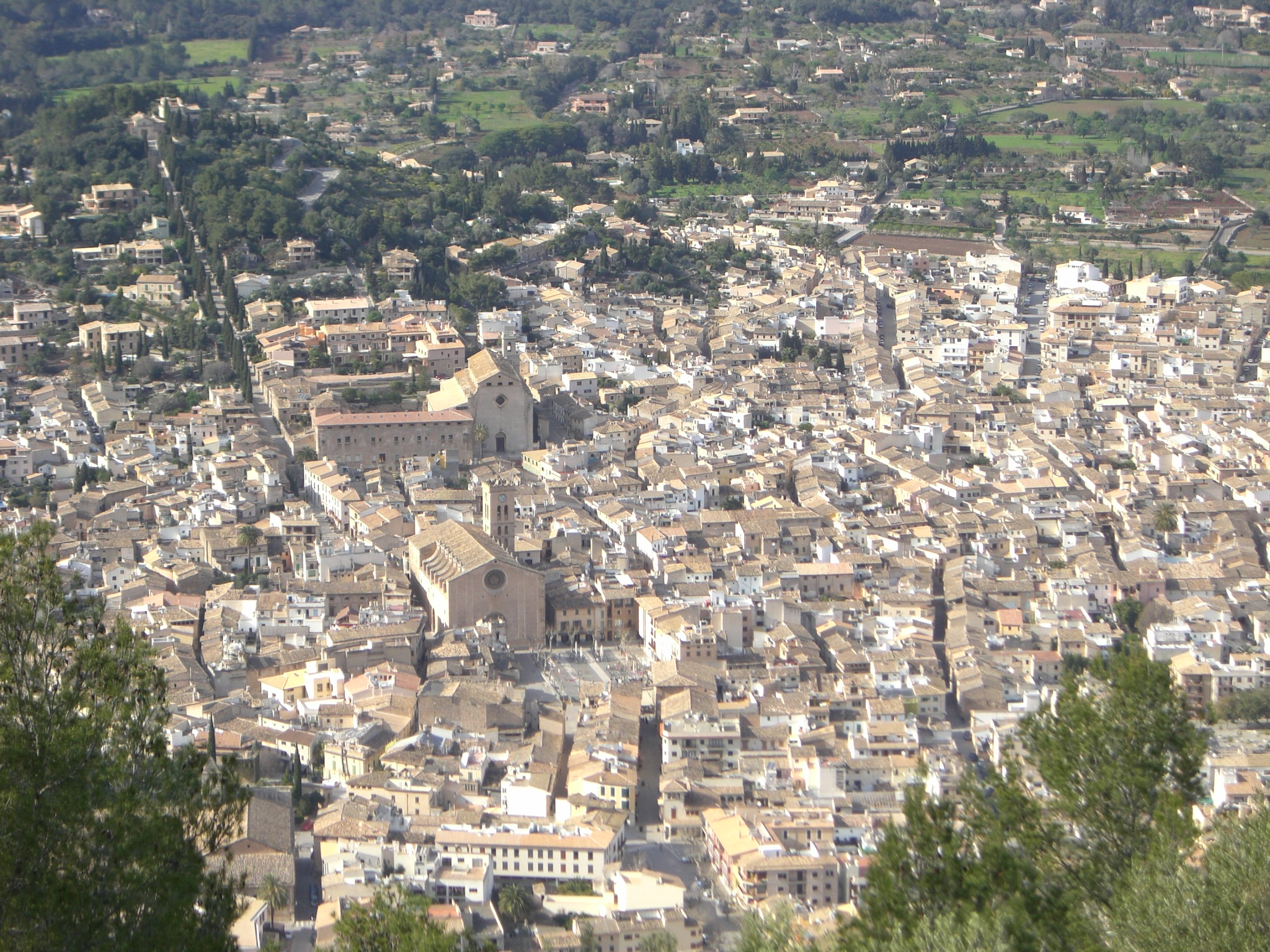
Vista aérea de la localidad de Pollensa. La carretera Ma-2200 constituye su principal acceso desde la mayor parte de la isla.

La Ma-2200 o Carretera de Pollensa es una carretera perteneciente a la Red secundaria de carreteras de la isla de Mallorca (España). Une la salida 40 de la autovía Ma-13, a la altura del municipio de La Puebla, con el Puerto de Pollensa.

## Nomenclatura
La Ma-2200 es una carretera secundaria que pertenece al Consejo Insular de Mallorca. Conecta la salida 40 de la autovía Ma-13, a la altura del municipio de La Puebla, con el Puerto de Pollensa. En su nomenclatura, "Ma" indica que es una carretera localizada en la isla de Mallorca y "2200" es el número que recibe dicha carretera, según el orden establecido para la nomenclatura de la Red de carreteras de Mallorca. Hasta el cambio de nomenclaturas de 2003, recibía la denominación PM-220, ramal V-713 al Puerto de Pollensa.

## Trazado
La Ma-2200 se inicia en la salida 40 de la Ma-13, junto a la Ma-3420, y se dirige hacia en norte, en dirección al término municipal de Pollensa. Tras atravesar la localidad de Crestatx y pasar sobre el Torrente de Can Roig, la vía circunvala por su vertiente oriental la localidad de Pollensa. Tras cruzarse con la Ma-10, gira hacia el este en dirección Puerto de Pollensa, donde al llegar finaliza su recorrido.

## Conexiones
| PK   | Término municipal | Carretera que enlaza |
| ---- | ----------------- | -------------------- |
| 0    | La Puebla         | Ma-13                |
| 0    | La Puebla         | Ma-13A               |
| 0    | La Puebla         | Ma-3420              |
| 10,4 | Pollensa          | Ma-2201              |
| 10,4 | Pollensa          | Ma-2202              |
| 11,6 | Pollensa          | Ma-10                |
| 13,1 | Pollensa          | Ma-2203              |
| 17,3 | Pollensa          | Ma-2220              |